# Telefonia komórkowa

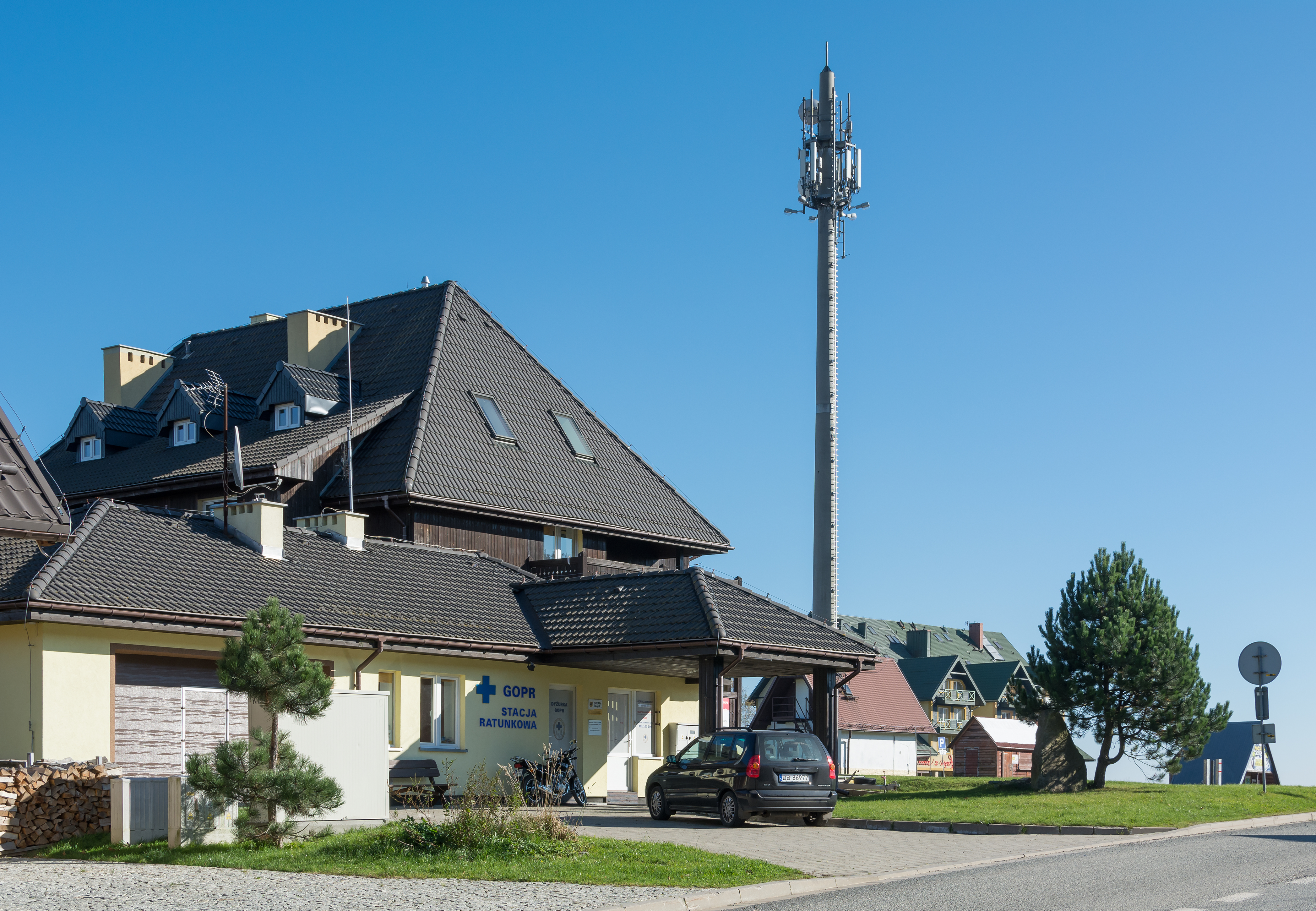
Wieża przekaźnikowa w Zieleńcu

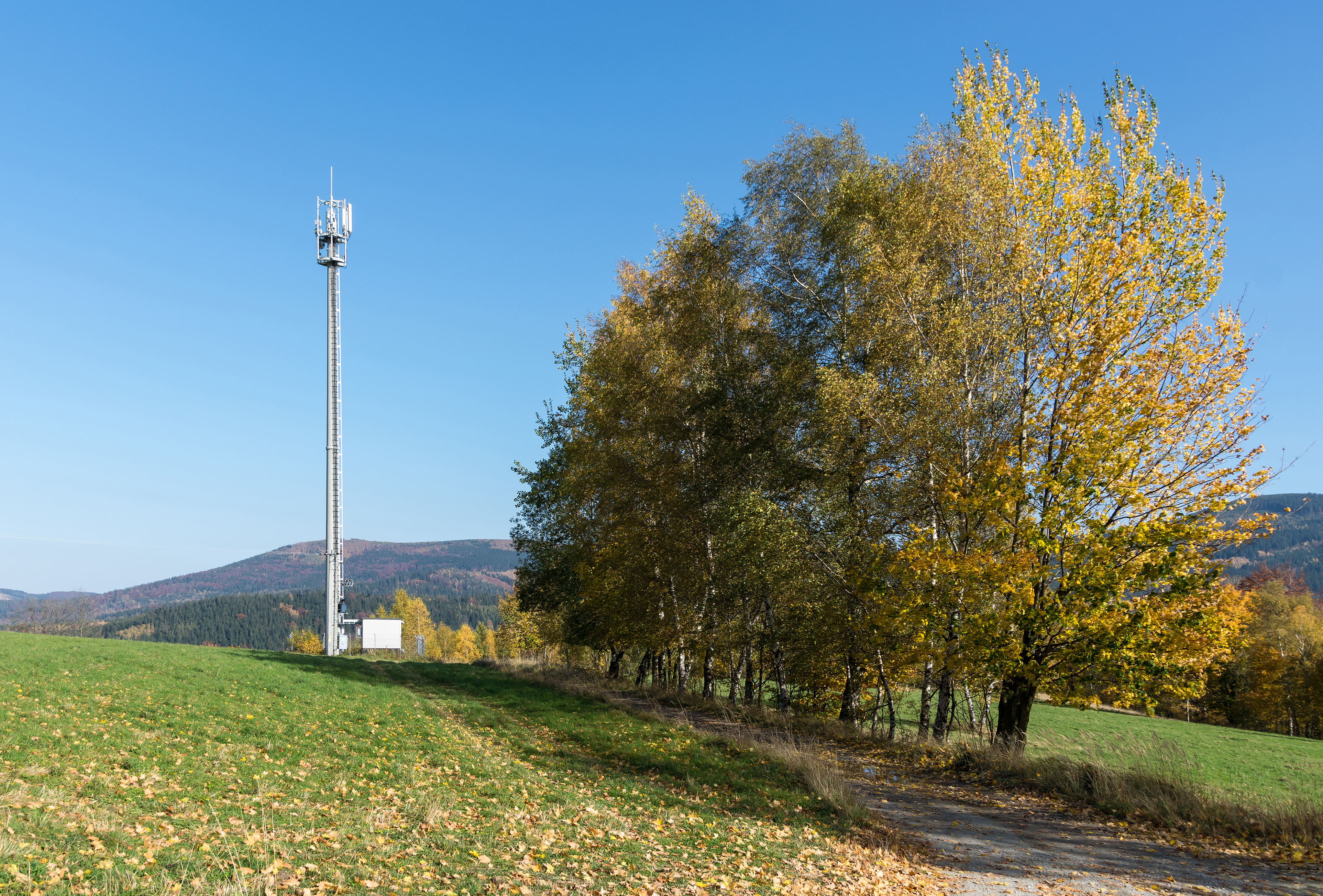
Wieża przekaźnikowa w Starej Morawie

Telefonia komórkowa – infrastruktura telekomunikacyjna (oraz procesy związane z jej budową i eksploatacją), umożliwiająca abonentom bezprzewodowe połączenia na obszarze złożonym z tzw. komórek (ang. cells), obszarów kontrolowanych przez poszczególne anteny stacji bazowych. Charakterystyczną cechą tego typu telefonii jest zapewnienie użytkownikowi telefonu komórkowego mobilności, może on zestawiać połączenia (oraz połączenia mogą być zestawione do niego) na terenie pokrytym zasięgiem radiowym związanym ze wszystkimi stacjami bazowymi w danej sieci. 
Systemem telefonii komórkowej o największym zasięgu na świecie jest GSM (około 80% rynku telefonii mobilnej). Należy on do tzw. telefonii komórkowej drugiej generacji. W 2001 roku uruchomiono pierwszą komercyjną sieć telefonii trzeciej generacji. Wśród wdrażanych na świecie systemów 3G najwięcej sieci (73%) zbudowanych jest na bazie standardu UMTS (ang. Universal Mobile Telecommunications System).

## Standardy telefonii komórkowej

### Telefonia komórkowa pierwszej generacji
Pierwsze systemy telekomunikacyjne na bazie których budowano telefonię komórkową, wykorzystywały w sieci radiowej transmisję analogową. Używanymi wtedy standardami były NMT (ang. Nordic Mobile Telephone) oraz AMPS (ang. Advanced Mobile Phone System). Sieci w standardzie NMT (pierwsza sieć uruchomiona w 1981 roku) budowane były głównie w Europie. Większość wdrożeń systemów AMPS odbywała się w Ameryce Północnej. Istniała też europejska wersja tego systemu – TACS (ang. Total Access Communication System) zaimplementowana w Wielkiej Brytanii i Irlandii. 

### Telefonia komórkowa drugiej generacji

Ewolucja telefonii komórkowej wg standardów

Wraz ze wzrostem liczby użytkowników sieci komórkowych używana w nich sieć radiowa stawała się coraz bardziej przeciążona. Ponadto, rozmowy można było stosunkowo łatwo podsłuchać, gdyż treść rozmów nie była szyfrowana. Nie można było rozwiązać tego problemu na bazie istniejących systemów analogowych. W tym celu w latach '80 rozpoczęto prace nad nowymi rozwiązaniami. Nowe standardy sieci zaczęły wykorzystywać transmisję cyfrową, co znacznie zwiększyło pojemność sieci. Sieci wykorzystujące ten rodzaj transmisji określane były jako telefonia komórkowa drugiej generacji. Do najpopularniejszych systemów należały wynaleziony w Stanach Zjednoczonych cdmaOne oraz bazujący na specyfikacjach Europejskiego Instytutu Norm Telekomunikacyjnych standard GSM (ang. Global System for Mobile Communications). GSM był pierwotnie projektowany jako system, który ma być zbudowany na obszarze Europejskiej Wspólnoty Gospodarczej, ale obecnie sieci w tym standardzie znajdują się w większości krajów świata (w połowie roku 2019 systemy GSM działały w 219 krajach na świecie). Systemy drugiej generacji są obecnie najczęściej wykorzystywanymi sieciami komórkowymi, ciągle są rozbudowywane – zaimplementowano w nich na przykład przesyłanie danych na bazie komutacji pakietów (w systemach cdmaOne – specyfikacja IS-95B, w systemach GSM – technologie GPRS i EDGE).

### Telefonia komórkowa trzeciej generacji
Międzynarodowy Związek Telekomunikacyjny (ITU, ang. International Telecommunication Union) na początku lat 90. rozpoczął pracę nad wymaganiami dla IMT-2000 – wspólnej platformy, w oparciu o którą miały działać systemy 3G. Nie były to specyfikacje konkretnego systemu, ale zbiór wymagań, które pozwalały ujednolicić usługi oferowane przez różne standardy oraz umożliwić współpracę pomiędzy różnymi systemami. Systemami zgodnymi z IMT-2000, które zostały powszechnie wdrożone są: UMTS (w połowie roku 2019 działający w 216 krajach na świecie) i systemy z rodziny CDMA2000 (w połowie roku 2019 działający w 25 krajach na świecie, głównie w krajach Ameryki Północnej, w rejonie Karaibów i części krajów azjatyckich).

### Telefonia komórkowa czwartej generacji
Nazwa „4G” nie jest formalnym terminem stosowanym w oficjalnych dokumentach opisujących standardy telekomunikacyjne, niemniej jest ona często używana przez operatorów telekomunikacyjnych jako określenie systemów, których specyfikacje opisują przesyłanie danych z przepływnością większą niż ta oferowana przez obecne systemy 3G. Najczęściej określa się tak systemy oparte na standardach WiMAX i LTE (ang. Long Term Evolution). LTE jest zdecydowanie częściej wybierany przez operatorów jako przyszły element ewolucji, której podlegają zarządzane przez nich sieci i ma szanse stać się przyszłym globalnym standardem telefonii komórkowej.

## Lista największych operatorów telefonii komórkowej
Poniżej znajduje się lista największych operatorów telefonii komórkowej (dane uwzględniające pierwszy kwartał 2009) utworzona przez analityków „Wireless Intelligence” (niektórzy z operatorów posiadają oddziały zagraniczne, zostały one uwzględnione podczas tworzenia zestawienia). Jako kryterium przyjęto liczbę aktywnych subskrypcji na usługi danego operatora.
1. China Mobile (899,7 miliona subskrypcji[7], działa w 3 krajach)
2. Vodafone (516 milionów subskrypcji, działa w 26 krajach)
3. Airtel (395,7 miliona subskrypcji[8], działa w 19 krajach)
4. China Unicom (297 milionów subskrypcji[9], działa w Chinach)
5. América Móvil (271,1 miliona subskrypcji, działa w 19 krajach)
6. Telefónica (253,60 miliona subskrypcji, działa w 19 krajach)
7. China Telecom (270,9 miliona subskrypcji[10], działa w Chinach)
8. Veon (239,7 miliona subskrypcji, działa w 13 krajach)
9. MTN Group (221,3 miliona subskrypcji, działa w 21 krajach)
10. Orange (201,9 miliona subskrypcji, działa w 28 krajach)